# 圣桑杜
圣桑杜（法語：Saint-Sandoux，法語發音：[sɛ̃ sɑ̃du]）是法国多姆山省的一个市镇，属于克莱蒙费朗区。

## 地理
圣桑杜（45°38'26"N, 3°6'29"E）面积9.84 平方千米，位于法国奥弗涅-罗讷-阿尔卑斯大区多姆山省，该省份为法国中南部省份，北起阿列省接壤，东临卢瓦尔省，南至上盧瓦爾省和康塔爾省，西接科雷兹省和克勒兹省。
与圣桑杜接壤的市镇（或旧市镇、城区）包括：吕代斯、奥卢瓦、普洛扎、圣阿芒塔朗德、圣萨蒂南、塔朗德。

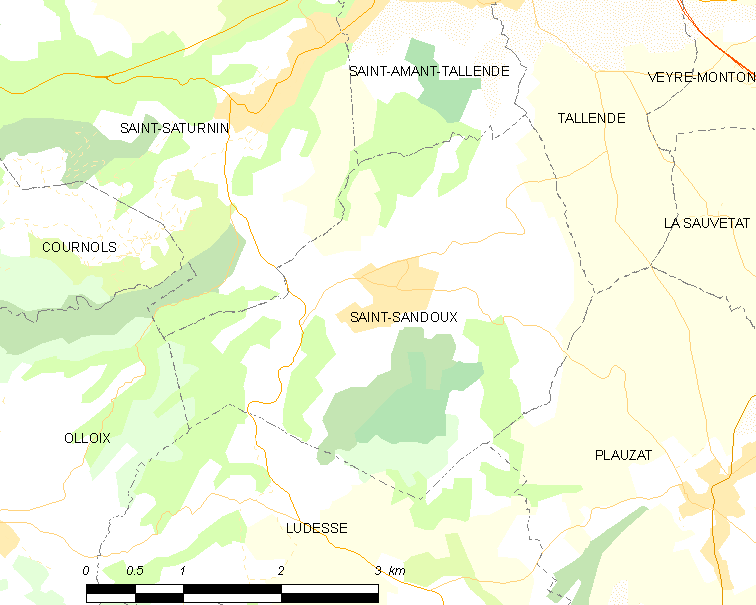
圣桑杜的OSM定位图

圣桑杜的时区为UTC+01:00、UTC+02:00（夏令时）。

## 行政
圣桑杜的邮政编码为63450，INSEE市镇编码为63395。

## 政治
圣桑杜所属的省级选区为奥尔西讷县。

## 人口

1962-2008年间圣桑杜人口变化图示

圣桑杜于2022年1月1日时的人口数量为996人。